# Youthful Cheaters

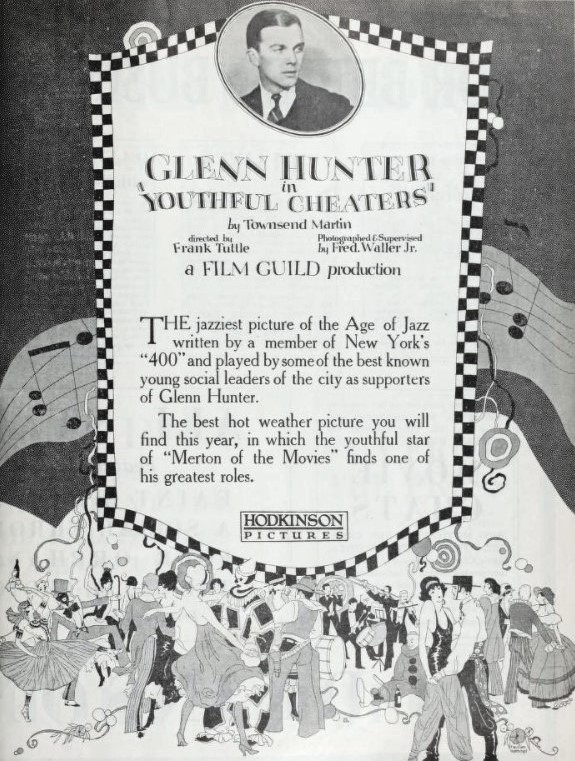
Présentation du film dans le magazine Film Daily en juin 1923.

Youthful Cheaters est un film américain réalisé par Frank Tutlle, sorti en 1923.

## Fiche technique
- Réalisation : Frank Tutlle
- Scénario : Townsend Martin
- Production :  Film Guild
- Photographie : Fred Waller
- Distributeur : W. W. Hodkinson Corporation
- Durée : 6 bobines[1]
- Date de sortie : 6 mai 1923

## Distribution

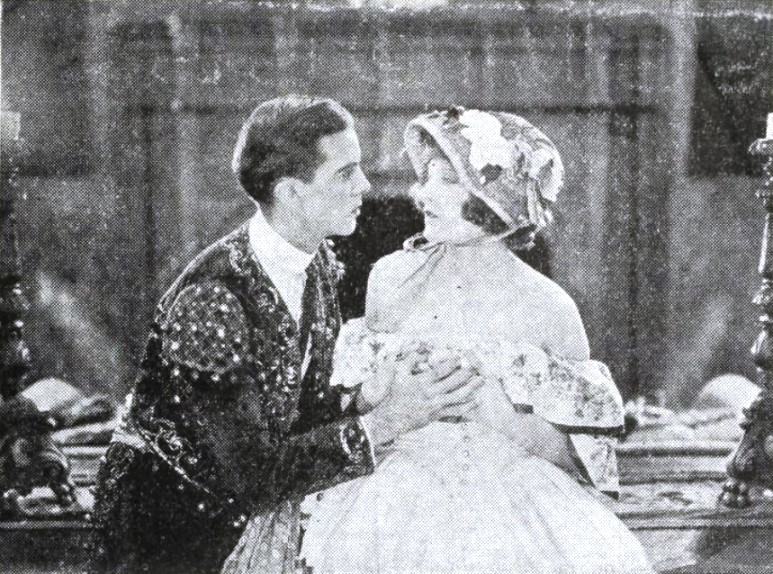
Scène du film (acteurs non identifiés)

- William Calhoun : Edmund McDonald
- Glenn Hunter : Ted MacDonald
- Martha Mansfield : Lois Brooke
- Marie Burke : Mrs. H. Clifton Brooke
- Nona Marden : Marie Choisuil
- Dwight Wiman : Dexter French